# 稲垣満次郎

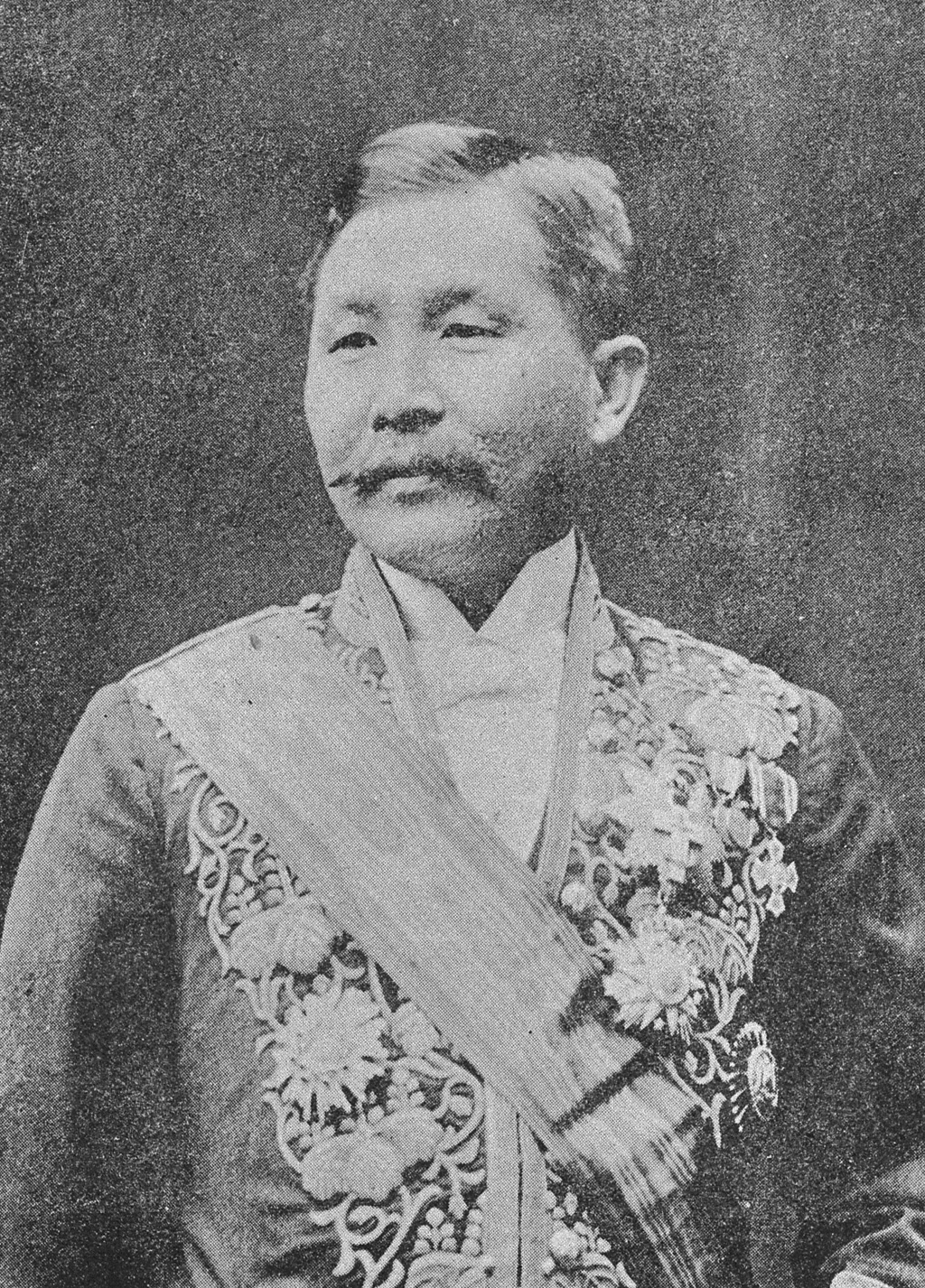
稲垣満次郎

稲垣 満次郎（いながき まんじろう、1861年10月29日（文久元年9月26日） - 1908年（明治41年）11月25日）は、明治時代の日本の外交官。著書で南進論を唱えたことで知られる。

## 来歴・人物
肥前国松浦郡平戸（現在の長崎県平戸市）出身。父親は平戸藩士で同藩勘定奉行を務めた天野勇衛。藩立学校維新館、鹿児島私学校等を経て、1882年（明治15年）、東京大学文学部に入学。翌年東京大学明治十六年事件に巻き込まれて、英国ケンブリッジ大学ゴンヴィル・アンド・キーズ・カレッジに留学、ジョン・ロバート・シーリーに師事する。大学では日本人クラブを設立し、英国紳士のマナーを研究した。また、大学の理事会を説得し、日本人の入学試験からギリシャ語を免除させた。
卒業後、学習院・高等商業学校の嘱託教授となる。1891年に創立された東邦協会で、外務省に入りシャム国に赴任するまで幹事長を務めた。1897年（明治30年）3月、在シャム国弁理公使、1903年（明治36年）同特命全権公使。1907年（明治40年）には在スペイン特命全権公使となったが翌年に任地マドリードで病死した。
墓は長崎県平戸市にある。また、シャム公使時代には発掘された釈迦の遺骨の一部を日本に贈与してもらえるよう国王に嘆願し、受け入れられた。そのためこの仏舎利を収めた名古屋市の覚王山日泰寺にも、稲垣の墓が設けられている。

## 評価
近代日本における地政学的思考をした人物として、南北シーレーンの確保による海洋国家としての日本の進路を提唱したと評価されている。

## 栄典
位階
- 1897年（明治30年）5月31日 - 正五位[2]
- 1908年（明治41年）
  - 2月21日 - 正四位[3]
  - 11月25日 - 従三位[4]

勲章
- 1898年（明治31年）7月13日 - 勲三等瑞宝章[5]

## 著作
- Japan and the Pacific and the Japanese View of the Eastern Question, 1890 (London: T. Fisher Unwin)
- 『貴族論』稲垣満次郎著、東京・稲垣満次郎、1891年（明治24年）第1冊 4月20日 鹿鳴館、第2冊 5月18日 伯爵会
- 『西比利亜鉄道論』稲垣満次郎著、東京・哲学書院、1891年（明治24年）8月初版、12月2版
- 『対外策』稲垣満次郎述、東京・博文堂、1891年（明治24年）10月
- 『商工業対外策』稲垣満次郎演説、大阪・図書出版会社、1892年（明治25年）2月
- 『対外策之岡山』稲垣満次郎演説、前川啓太郎筆記、岡山・前川啓太郎、1892年（明治25年）6月
- 『教育之大本』稲垣満次郎著、東京・哲学書院、1892年（明治25年）9月
- 『東方策結論艸案 上』稲垣満次郎著、東京・哲学書院、1892年（明治25年）9月
- 『南洋長征談』稲垣満次郎著、東京・安井秀真、1893年（明治26年）5月
- 『貴族論』稲垣満次郎著、東京・稲垣満次郎、1894年（明治27年）5月
- 『外交と外征』稲垣満次郎著、東京・民友社、1896年（明治29年）4月